# Ju Medeiros
Ju Medeiros, nome artístico de Jucinaldo Medeiros Siqueira, (Fernando de Noronha, 10 de agosto de 1957), é um cantor, compositor e pousadeiro brasileiro, conhecido por suas composições exaltando Fernando de Noronha, sua canção mais conhecida é Nó de Noronha, regravada pela banda Asa de Águia, com sua participação na música.

## Biografia e carreira
O cantor Ju Medeiros começou sua carreira musical em 1986, como um cantor e compositor amador, cantando apenas na ilha, mas ainda trabalhando como instrutor de mergulho para se manter.
Com suas letras humoradas sobre o dia a dia de Fernando de Noronha, aos poucos foi tendo reconhecimento no cenário nacional, tendo parcerias com com a banda Asa de Águia e com a cantora Daniela Mercury.

## Vida pessoal
Ju Medeiros é empresário, e tem uma pousada de luxo em sociedade com Durval Lélys, vocalista da banda Asa de Águia e seu irmão Ricardo Lélys, chamada Triboju.

## Discografia

### Estúdio
- Força, Luz e Poder - 1995
- Noronha Primeiro Sol - 1998

### Ao Vivo
- Cantos e Contos de Noronha - 2013

### Participações
- Asa 25 Anos - 2012 - (Asa de Águia)